# 二迫川
二迫川（にはさまがわ）は、宮城県栗原市を流れる北上川水系迫川の支流である。

## 地理
栗駒山南麓「マダラ沢」に端を発し他の渓流を集め藍染湖に流入する。荒砥沢ダムで流量長された河川は、多くの支流と合流し自然堤防跡を蛇行し途中三日月湖や旧河川跡等を残し迫川に注ぐ。

## 流域の自治体
栗原市

## 主な支流
- 芋埣川 - 妙円川
- 金生川
- 鉛川
- 小手川
- 荒砥沢ダム